# Expedición Gugunian
La expedición Gugunian fue el intento de un pequeño grupo de nacionalistas armenios de la Armenia rusa, de lanzar una expedición militar a lo largo de la frontera con el Imperio otomano en 1890, en apoyo de los armenios locales.
El líder de la expedición era un antiguo estudiante, Sarkis Gugunian (1866-1913). Como muchos otros armenios rusos, estaba afectado con el futuro de los armenios otomanos viviendo bajo el despótico sultán Abdul Hamid II. Con el apoyo financiero de ricos armenios que vivían en Tiflis y Bakú, Gugunian fue capaz de comprar armas y organizar una fuerza voluntaria de 125 hombres. Inicialmente, Gugunian tuvo el respaldo del principal partido nacionalista armenio de Rusia, el Dashnak, pero pronto intentaron disuadirlos de embarcarse en ese proyecto tan irrealista.
Gugunian encabezó esta expedición y su fuerza voluntaria partió el 27 de septiembre de 1890. Cruzaron la frontera pero se quedaron cortos de provisiones, y después de refriegas con tropas turcas y kurdas, se retiraron hacia Rusia. Allí fueron interceptados por los cosacos, que detuvieron a 43 miembros de la expedición. Las autoridades rusas los llevaron a juicio. Ellos lucharon bajo una bandera que ponía las iniciales "M.H.", que podía ser por "Madre Armenia" o "Unión de Patriotas" en Idioma armenio. El fiscal del juicio, que se llevó a cabo en Kars en 1892, sostuvo que estas letras significaban "Armenia Unida", otra posibilidad, pero con una interpretación mucho más subversiva. 27 acusados fueron condenados y exilados a Siberia. Aunque la expedición fue un fracaso, sus componentes llegaron a ser héroes de la causa del Movimiento nacional armenio, y protagonistas de canciones patrióticas.